# Хеккель, Эрих

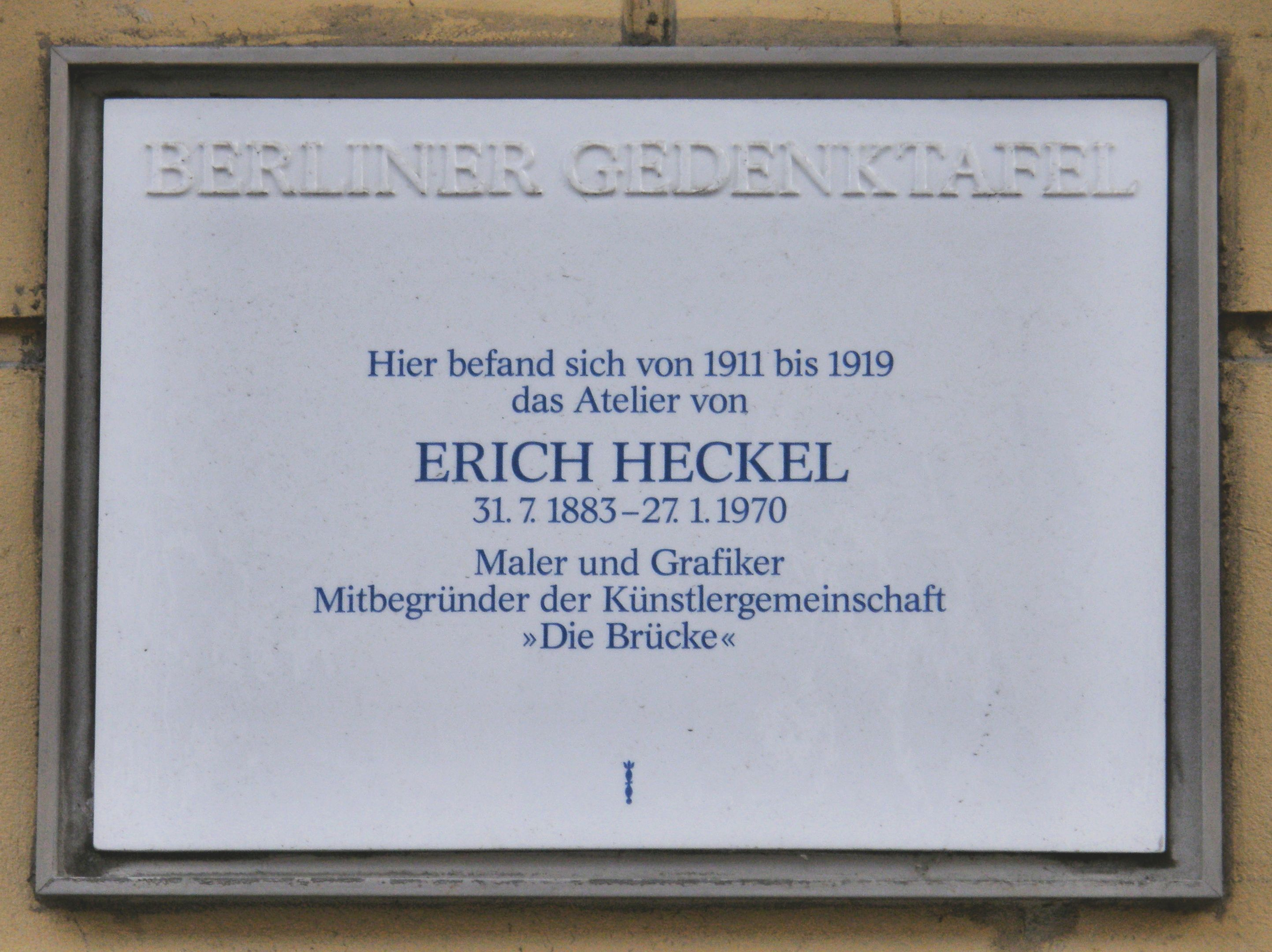
Мемориальная доска Эриху Хеккелю в Берлине

Эрих Хеккель (нем. Erich Heckel; 31 июля 1883, Дёбельн, Саксония — 27 января 1970, Хемменхофен близ Радольфцелля) — немецкий художник-экспрессионист.

## Биография
Эрих Хеккель родился в Дёбельне, близ Хемница в 1883 году, в семье инженера. Во время обучения в средней школе подружился с Карлом Шмидт-Ротлуфом. Вместе с другими учениками они организовали дискуссионное сообщество «Вулкан», где обсуждали антибуржуазную литературу и теорию искусства. Среди их любимых авторов были Ницше и Достоевский.
В 1904 году 21-летний Эрих начал обучение архитектуре в Дрезденском техническом университете.
- 1901 — знакомство и дружба с художником Шмидт-Ротлуфом
- 1904 — обучение в Хемнице и поступление в Саксонский технологический институт на архитектурный факультет
- 1905 — основание 7 июня совместно с Блёйлем, Кирхнером и Шмидт-Ротлуфом художественной группы «Мост» (нем. Die Brücke), работает в архитектурном бюро Вильгельма Крайса, арендует бывшую мясную лавку на Берлинерштрассе 60 под совместное художественное ателье для всей группы
- 1907 — бросает работу у Крайза и едет на этюды в Дангаст (нем. Dangaster Moor)
- 1908 — с мая по октябрь вместе со Шмидт-Ротлуфом в Дангасте, много рисует
- 1909 — путешествие в Италию (Верона, Падуя, Венеция, Рим), летом едет с Кирхнером на Морицбургские пруды (также в 1910 и 1911 гг.)
- 1911 — переезд в Берлин
- 1912 — начало дружбы с Францем Марком и Лионелем Фейнингером
- 1913 — группа «Мост» распадается, первая персональная выставка Хеккеля в берлинской галерее «Гурлитт»
- 1914 — участвует в художественной выставке в Кёльне, с началом Первой мировой войны добровольцем идёт санитаром на фронт
- 1915 — знакомство с Бекманом и Энсором, бракосочетание с Мильдой Фридой Георги («Сидди»)
- 1918 — возвращается в Берлин
- 1919—1944 — ежегодные летние поездки в Остерхольц, где много работает
- 1929 — путешествие по Провансу, Пиренеям, северной Испании и Аквитании
- 1931 — поездка в северную Италию
- 1937 — творчество Хеккеля отнесено нацистами к «дегенеративному искусству», 729 его работ удалены из немецких музеев
- 1944 — уничтожение берлинского ателье Хеккеля во время воздушного налёта, переезд в Хемменсхофен на Боденском озере
- 1949—1955 — работает профессором в Высшей школе изобразительного искусства в Карлсруэ

## Избранные полотна
- «Кирпичная мастерская (Дангаст)» 1907 Мадрид, Кастаньола, Музей Тиссена-Борнемисы
- «Красные дома» 1908 Билефельд, музей Искусств
- «Купающиеся на берегу» 1909 Дюссельдорф, музей Дворец Искусств
- «Купающиеся женщины» 1912 Вупперталь, Фон-дер-Хёйдт-музей
- «Ветряная мельница возле Дангаста» 1909 Дуйсбург, Музей Вильгельма Лембрука
- «Трамвайная линия в Берлине» 1911 Мёнхенгладбах, Государственный музей Абтейберг
- «Стеклянный день» 1913 Мюнхен, Государственная галерея современного искусства
- «День Тела Господня в Брюгге» 1914 Мюльхайм-ан-дер-Рур, Государственный музей
- «Фландрская равнина» 1916 Мёнхенгладбах, Государственный музей Абтейберг
- «Весна» 1918 Берлин, Национальная галерея SMPK
- «Цветущие яблони» 1907 Гамбург, частное собрание